# قاعدة سكوت
قاعدة سكوت قد يشير أيضا إلى محطة أمندسن سكوت

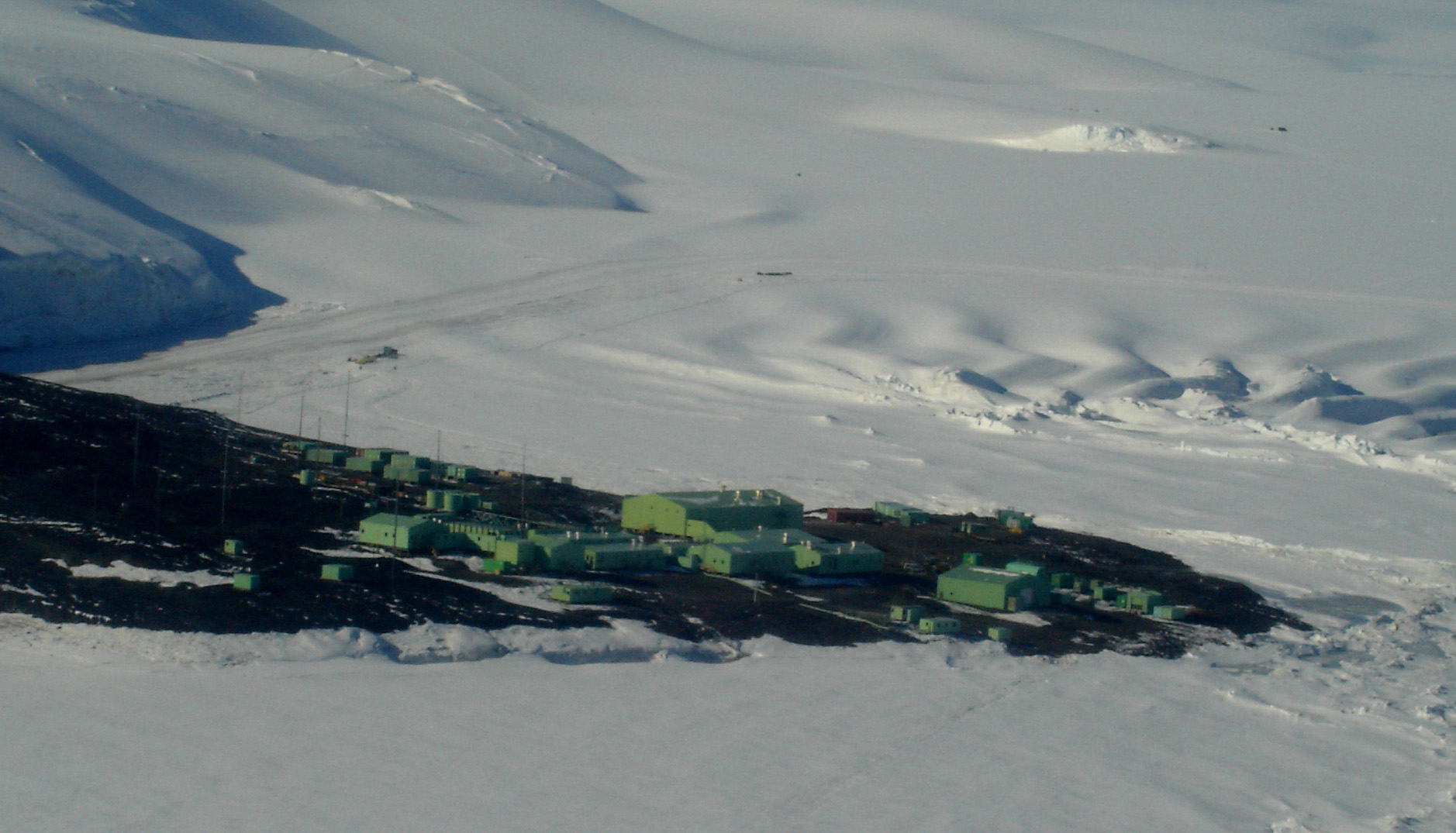
صورة جوية لقاعدة سكوت، جزيرة روس، القارة القطبية الجنوبية.

قاعدة سكوت هو مرفق البحوث الموجود في انتاركتيكا وتديره نيوزيلندا. سمي على شرف الكابتن روبرت فالكون سكوت، في البحرية الملكية، زعيم اثنين من البعثات البريطانية في بحر روس المنطقة من انتاركتيكا. يقع على جزيرة روس بالقرب من جبل ايريبوس في تبعية روس. انها اقيمت لتقديم الدعم للبحوث الميدانية ومركزا للبحوث في علوم الأرض ثانية، ولكن الآن يجري أبحاثا في مجالات عديدة.

## تاريخ المحطة
قاعدة سكوت كان مشيدة اصلا لدعم المملكة المتحدة والتي يديرها القطاع الخاص من وحي بعثة الكومنولث لعبور انتاركتيكا (تاي). حكومة نيوزيلندا قدمت الدعم للتاي وأيضا من أجل السنة الجيوفيزيائية الدولية (واى) مشروع لعام 1957 خمسة من أعضائها كانت تعلق على القطب. ثلاثة نيوزيلندا المراقبين بمهمة اختيار موقع للقاعدة ذهب إلى ماكموردو الصوت مع الولايات المتحدة «عملية التجميد العميق أنا» في صيف عام 1955. بعد تقييم المواقع المحتملة، وهو موقع قرب نقطة زبدة تم اختياره. هذا كان في وقت لاحق تغيرت إلى عربة نقطة حيث أنها توفر أفضل للحصول على تفريغ الإمدادات من السفينة السفينة النيوزيلندية إكسبيديشن انديفور وسمح أيضا لتشغيل الحرجة RNZAF أنتاركتيكا الطيران على المدرج المجاور الجليد. قاعدة سكوت مرت فوق نيوزيلندي لملكية الحكومة من خلال إدارة البحوث العلمية والصناعية (ديزيريه)، يوم 5 مارس، 1958، في ختام لتاي.
خلال واى الولايات المتحدة في منشأة هت بوينت لم تعمل كقاعدة علمية. كانت نيوزيلندا السرعة مسؤولية في تقديم البيانات العلمية الهامة (الشفق، الأيوني، والزلازل، إلخ)، وربط ماكموردو مجال أنشطة البحوث مع تلك التابعة للولايات المتحدة، والقطب محطة مشتركة بين الولايات المتحدة ونيوزيلندا في محطة كيب هاليت، فيكتوريا اند.
في عام 1958، بعد الانتهاء من تاي وواى، ونيوزيلندا، اتخذ هذا القرار لمواصلة تشغيل قاعدة سكوت للأبحاث العلمية، والكثير منها يعتمد على الاستمرارية من البيانات المسجلة على مدى فترة من السنوات. من أجل الحفاظ على العمليات، على قاعدة إعادة بناء البرنامج بدأ في عام 1976. اعتبارا من عام 2008، وهو المبنى الوحيد الأصلي هو تاي 'ألف' فوضى كوخ، الذي يحتوي على مواد تسجيل نيوزيلندا مشاركة في القارة القطبية الجنوبية منذ عام 1957. في عام 2005 وأنه تم تكليف اثنين من قصة عالية هيلاري المركز الميدانية، وزيادة مساحة من قاعدة سكوت بحلول عام 1800 مترا مربعا، وتوفير مجالات العمل لدعم الأطراف الميدان، فضلا عن مساحة إضافية للمكاتب. المبنى افتتح رسميا من قبل وزير الخارجية فيل جوف والسير ادموند هيلاري.
من عام 1957 حتى عام 1986، والكلاب لعبت دورا في عمليات القاعدة. في البداية كانت وسيلة أساسية للنقل، ولكن مع تحسين التكنولوجيا تضاءلت أهميتها حتى أنها أزيلت تمشيا مع المعاهدات البيئية.

## القاعدة اليوم

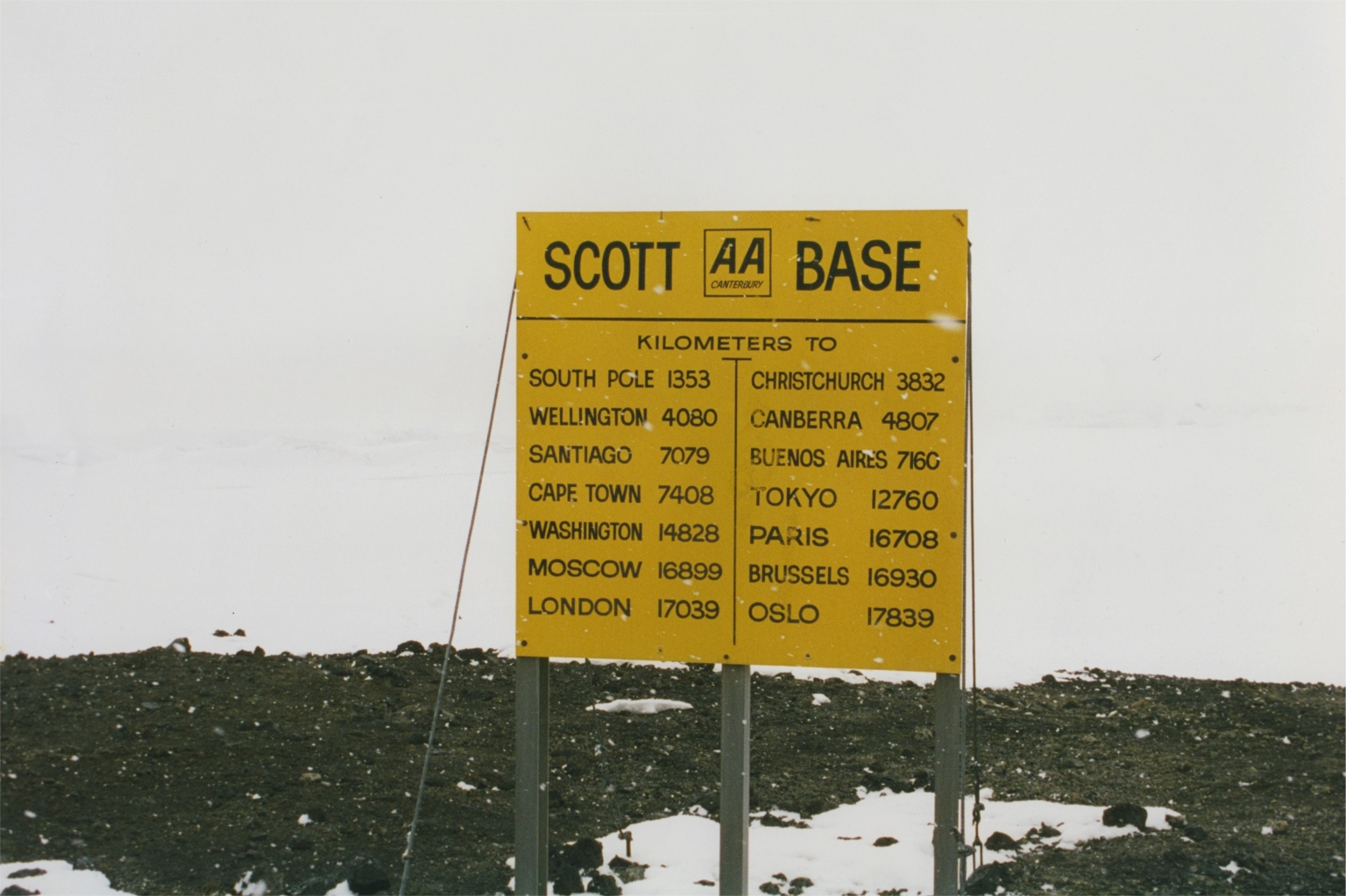
قاعدة سكوت

القاعدة تتكون من مجموعة أنيقة من الجير، والمباني الخضراء التي ترتبط بها جميع الممرات الجوية. هذه المباني يمكن أن تستوعب 85 شخصا خلال الصيف، مع «الموظفين الأساسيين» في الفترة بين 10 و 14 شخصا المتبقين خلال فصل الشتاء.
مثل القريبة محطة ماكموردو، قاعدة سكوت متصلا بالشبكة العالمية للاتصال هاتفي عبر الاقمار الصناعية التي تديرها المحطة الأرضية للاتصالات نيوزيلندا، وتقع 3 km تقريبا بعيدا في القدوم مرتفعات. نيوزيلندي كما توفر الاتصالات الهاتفية وخدمات البيانات لماكموردو فضلا عن برنامج الإيطالية في خليج تيرا نوفا. محطة ماكموردو قد مستقلة البنية التحتية للاتصالات يقع في جزيرة الأسود وربط جزيرة روس عن طريق الميكروويف.
قاعدة سكوت هو اليوم تشغلها القارة القطبية الجنوبية ونيوزيلندا.

## المناخ
القاعدة قد حد ما الظروف المناخية المعتادة لأنتاركتيكا، مع درجة الحرارة الدنيا حوالي -45 درجة مئوية (-49 درجة فهرنهايت) وصيف القصوى إلا لماما فوق درجة التجمد. فمن يتعرض لكامل قوتها من عاصفة ثلجية جنوبية ثانية، على الرغم من أنها أقل عموما الرياح من محطة ماكموردو. على سرعات الرياح القصوى من ذوي الخبرة وقد تصل الرياح إلى 185 كم / ساعة مع سرعات مطرد في ظل ظروف عاصفة ثلجية من 95-115 كلم / ساعة. وكانت أعلى درجة حرارة سجلت 6.0 درجة مئوية (42.8 درجة فهرنهايت)، وأروع -57 درجة مئوية (-70.6 درجة فهرنهايت)، ومتوسط درجة الحرارة -19.6 درجة مئوية (-3.3 درجة فهرنهايت). http://www.niwascience.co.nz / ايدو / موارد / مناخ / ملخص / summary.prn
| المناخ على قاعدة سكوت                             |      | يناير | فبراير | مارس  | أبريل | مايو  | يونيو | يوليو | أغسطس | سبتمبر | ثماني | نوفمبر | عشري  | العام |
| يعني يوميا كحد أقصى درجة الحرارة (درجة مئوية)     | 1.2% | -7.9  | -15.8  | -18.6 | -20.0 | -20,1 | -22.3 | -23.0 | -22.0 | -16.0  | -7.3  | -1.5   | -14,6 |       |
| متوسط درجة الحرارة الشهرية (درجة مئوية)           | -4.5 | -11.4 | -20.5  | -24.0 | -25.6 | -26.0 | -28.3 | -29,7 | -28.1 | -21,3  | -11.4 | -4.8   | -19.6 |       |
| يعني يوميا كحد أدنى درجة حرارة (درجة مئوية)       | -7.9 | -15.1 | 25.1%  | -29.4 | -31.1 | -31.9 | -34,4 | -36.4 | -34.2 | -26.7  | -15.5 | -8,2   | -24.7 |       |
| يعني الرطوبة النسبية (٪)                          | 76.0 | 71.1  | 69.0   | 68.8  | 69.8  | 69.3  | 67.3  | 64.6  | 66.7  | 66,2   | 69.4  | 74.3   | 69.5  |       |
| المصدر : المعهد الوطني لبحوث المياه والغلاف الجوي |      |       |        |       |       |       |       |       |       |        |       |        |       |       |

## وانظر أيضا
- ANDRILL
- قائمة البعثات القطب الجنوبي
- الرخام نقطة
- محطة ماكموردو
- ماكموردو الصوت
- طن متري Erebus
- روس الجرف الجليدي
- القطب الجنوبي للشمس
- وليامز الميدانية

## وصلات خارجية
- أنتاركتيكا نيوزيلندا الرئيسية
- قاعدة سكوت الرئيسية
- أنتاركتيكا الصدد الصفحة
- حالة الطقس في قاعدة سكوت
- كام الحالية في قاعدة سكوت
- صور ومقالات حول القارة القطبية الجنوبية من قوات الدفاع النيوزيلندية

قاعدة سكوت 50th الذكرى موقع
- قاعدة سكوت 50th الذكرى موقع
- صور من زيارة رئيس الوزراء
- 50th الذكرى طابع القضية

نيوزيلندي لبحوث القطب الجنوبي
- عرضية متدرجة المشروع (برنامج الحكومة المحلية) ودعم العلماء في التحقيقات ذات الصلة بموضوع البحث واسعة من النظم الإيكولوجية نسخة محفوظة 16 نوفمبر 2019 على موقع واي باك مشين.
- ANDRILL -- الحفر مرة أخرى في المستقبل نسخة محفوظة 21 أكتوبر 2012 على موقع واي باك مشين.